# گناباد
گُناباد با نام تاریخی کُناباد مرکز شهرستان گناباد واقع در جنوب استان خراسان رضوی است. این شهر از کهن‌ترین شهرهای ایران است و قدمت بلدیه و شهرداری در آن به سال ۱۳۱۶ بر می‌گردد. بر اساس آمار سال ۱۳۹۵ مرکز آمار ایران، جمعیت شهر گناباد ۴۰٬۷۷۳ نفر بوده است. این شهر از نظر جمعیت ۲۱۵ اُمین شهر کشور و ۱۳ اُمین شهر استان خراسان رضوی می‌باشد. شهر گناباد از سال ۱۳۸۵ تا سال ۱۳۹۰، رشد جمعیت ۵٫۲۲٪ داشته است.
عمیق‌ترین و قدیمی‌ترین قنات جهان (قنات قصبه) در گناباد قرار دارد. که مربوط به اقوام اولیه ایرانی مادها می‌باشد. این کاریز به شماره ۵۲۰۷ در سازمان جهانی یونسکو ثبت شده است.
منطقه گناباد در واقع اصیل‌ترین اقوام نژاد ایران باستان و کهن‌ترین منطقه مسکونی اقوام ایرانی می‌باشد

## تاریخ

### نام‌شناسی
گناباد را در منابع عربی و اسلامی جَنابد و کَنابد و ینابد نیز ثبت کرده‌اند.
در موردریشه و وجه تسمیه این شهر اقوال مختلفی مانند گیوآباد - گناه آباد - گون آباد - گَوَن آباد-گناپا- کن آباد مطرح است که برخی از آن‌ها عبارتند از:
- گُن به معنای دیو باشد و گناباد را از آن جهت گناباد گفته‌اند که حفر قنات قصبه کار انسان‌های عادی نبوده است.
- گنابد جمع گنبدها بوده زیرا که در شهر گنابادِ قدیم، تمام منازل به صورت گنبدی ساخته می‌شده است.
- در اصل گَوَن آباد بوده، گُون یا گَوَن گیاهی است که در منطقه گناباد زیاد می‌روید از این رو آن را گون آباد نامیده‌اند که بر اثر کثرت استعمال به گناباد تغییر یافته است.[۵]
- گناباد در اصل کن آباد بوده به دلیل کناتها و کندن قنات (لباف خانیکی)
- گناباد در اصل گیو آباد بوده زیرا گیو و گودرز مدتی حاکم منطقه بوده‌اند و در جنگ دوازده رخ و جنگ پشن نیز ساکن در منطقه بوده‌اند. (استرآبادی در بحیره و حمدالله مستوفی) کل منطقه ای که در دوره اسلامی قهستان نامیده شده و بعد به قاینات مشهور گردیده را در عهد قدیم گنابد می‌گفته‌اند چنانچه سیاه کوه و رشته کوه قهستان را هم در دوره ای کوه گنابد گفته‌اند.
- گناباد در اصل گناه آباد بوده به دلیل اینکه در جنگ دوازده رخ بر خلاف میل کیخسرو، پیران ویسه کشته شد و کیخسرو امپراتور ایران بسیار ناراحت شد و آن را گناهی بزرگ شمرد و پیران را دشمنی خردمند و دانا نامید که نباید کشته میشدبه کفاره این گناه دستور کندن چند کاریز در گناباد داد. (یاحقی - تابنده)
- مطابق با کتب قدیمی نام قدیم گناباد بعد از اسلام جنابد بوده که به معنی جن آباد است. جن معادل کلمه دیو در زبان فارسی قدیم است. پس نام قدیم گناباد دیوآباد بوده و علت آن این است که حفر قنات عظیم قصبه در توان انسان‌های معمولی نمی‌دیدند و آن را به دیوها نسبت می‌دهند. قبرستان گَبرها در زیبد و قبرهای گبرها در قصبه شهر دلیل اصلی این عقیده است. دین گبرها دیویسنا بوده و این آیینی است که قبل از زرتشت در ایران حاکم بوده است و در برخی منابع مرکز دین دیویسنا را گناباد دانسته‌اند. (وجود آبادی‌هایی با اسامی قدیمی‌تر از زدتشت نیز موئد این نکته است)

این شهر دارای تعداد بسیار زیادی کاریز است: قنات قَصَّبه شهر، عمیق‌ترین و پرآب‌ترین قنات‌های ناحیه خراسان در این منطقه قرار دارد. قسمت مرکزی گناباد جویمند نام دارد قصبه شهر یکی از محله‌های آن بوده است. (مجله سیمرغ و دریای پارس، «جنگ دوازده رخ درسها و عبرتها»، محمد عجم)
.

### تاریخچه
دوازده بار در شاهنامه‌ی فردوسی، در بعضی نسخه‌ها کنابد، در بعضی جنابد و گنابد یاد شده بطوریکه زیبد و گناباد را محل جنگ‌های توران و ایران دانسته‌اند. به گفتهٔ شاهنامه، پیران ویسه وزیر کاردان افراسیاب در گناباد به خاک سپرده شده و مدفن او هم‌اکنون در گناباد قرار دارد.
از دیگر مواردی که می‌توان اشاره نمود، گذر ناصرخسرو از بخش کوهستانی کاخک و روستای کلات و کوهپایه‌های سلسله جبال قهستان که دارای درختان پسته کوهی فراوان بوده است و در سفرنامهٔ خود به آن اشاره نموده است.
در کتاب تاریخ حافظ ابرو، خراسان در سده‌های ۸ و ۹ قمری به دوازده ولایت تقسیم گردیده است که گناباد، مرکز ولایت قهستان بوده است. سه رویداد تاریخی قبل از اسلام یعنی حادثه جنگ دوازده‌رخ و فرار یزدگرد سوم به گناباد و ساخت قلعه زیبد و ایوان درب صوفه (ناتمام ماندن آن در اثر کشته شدن یزدگرد سوم در زیبد و در نتیجه به پایان رسیدن شاهنشاهی ساسانی) و حرکت بهرام‌شاه در گناباد روی داده و در دوره اسلامی جنگ‌های مهم تاریخی علیه اسماعیلیان بنام جنگ ملاحده در قلعه‌های اسماعیلی گناباد و قاین روی داده است. در شهر گناباد آب انبارهای عظیمی وجود داشته است که حداقل سه مورد آن‌ها در توسعهٔ شهری تخریب شده است. آب‌انبار مرکز گناباد (آب‌انبار حسینیه گناباد)در خیابان سعدی تا سال ۱۳۶۳ فعال و مورد بهره‌برداری مردم بود. در زمستان آب برف و یخ را روانهٔ این آب انبار می‌کردند و در تابستان آب سرد و خنک می‌نوشیدند و به این آب انبار یخچال خانه هم می‌گفتند. گویا در تابستان‌های قدیم به مردم، یخ هم می‌فروخته‌اند.

## جمعیت
بر پایه سرشماری عمومی نفوس و مسکن در سال ۱۳۹۵ جمعیت این شهر ۴۰٬۷۷۳ نفر (در ۱۲٬۰۳۷ خانوار) بوده است.

## جغرافیا و شرایط جوی
شهر گناباد، در جنوب استان خراسان رضوی و در فلات براکوه قرار دارد. این شهر بر روی فلات هموار قرار داشته و با رشته کوه براکوه ۲۴ کیلومتر فاصله دارد. بلندترین قله براکوه کوه تیرمهی یا کوه زیبد نام دارد. شهر گناباد در اقلیم خشک و نیمه صحرایی حاشیه کویر قرار دارد. شهر گناباد در طول سال‌های اخیر، به صورت جدی با بحران خشک سالی مواجه بوده است.
شهر گناباد با بسیاری از روستاهای پیرامون خود همچون باغ آسیا، مِند، خیبری، دلویی، بهاباد و حتی شهر بیدخت و شوراب در هم تنیده شده است و این نواحی نیز تحت پوشش سازمان تاکسی رانی شهرداری گناباد قرار دارند.
شهر گناباد در دشت و فلات سیاه کوه یا رشته کوه قهستان واقع شده است. رشته کوه قهستان در منطقه گناباد بیشتر به براکوه و سیاه کوه و کوه زیبد معروف است. قنات‌های گناباد همگی از دامنه براکوه ریشه می‌گیرد براکوه تمامی دهستان زیبد و بخش کاخک را در برمی گیرد که آب و هوای کوهستانی و سرد دارد و از دشت یا فلات گناباد سردتر است.
در جدول زیر فاصله مرکز شهر گناباد تا برخی از شهرهای مهم دیده می‌شود:
| نام شهر | فاصله (کیلومتر) |
| ------- | --------------- |
| مشهد    | ۲۷۰             |
| تهران   | ۹۱۰             |
| سبزوار  | ۲۶۰             |
| اصفهان  | ۹۰۰             |
| زاهدان  | ۶۵۰             |
| بیرجند  | ۲۱۰             |
| نیشابور | ۲۹۷             |
| یزد     | ۶۴۰             |

## بافت شهری
گناباد جزء شهرهای قدیمی می‌باشد و به همین دلیل قسمت زیادی از نواحی مرکزی شهر را بافت قدیمی تشکیل می‌دهد که البته به مرور زمان، با نوسازی‌هایی همراه بوده است اما هم چنان ساختار کلی خود را حفظ کرده است.
| نام محله                       | مکان کنونی                                                                                     |
| ------------------------------ | ---------------------------------------------------------------------------------------------- |
| جویمند                         | یکی از محله‌های گناباد و شامل ابتدای خیابان‌های سعدی، غفاری، ناصرخسرو و قسمت‌های اطراف            |
| نوقاب                          | خیابان‌های قائم، ۲۲ بهمن، وحدت و انقلاب                                                         |
| بالای ده                       | انتهای خیابان‌های غفاری و شوریده                                                                |
| سرتراز                         | قسمتی از خیابان‌های المهدی، ایثار و سعدی                                                        |
| قصبه شهر                       | کوی شرقی کهن‌ترین محله گناباد (خیابان بهار و قسمتی از خیابان ناصرخسرو) و خیابان پروفسور پاکدامن |
| صد دستگاه                      | خیابان ناصرخسرو                                                                                |
| ۱باغ بالا - کوچه نخل ۲قنبرآباد | ۱قسمتی از خیابان‌های غفاری، شوریده و حافظ ۲ انتهای خیابان‌های سلمان فارسی، عدالت و امامت         |

رشد شهر در دهه‌های اخیر بیش تر به سمت غرب بوده و بیش ترِ فازهای مسکونی فرهنگیان و هم چنین مسکن مهر در نواحی غربی قرار گرفته است.

## ورود و اقامت

### راه‌های ورودی

#### جاده‌ای
- از سمت شمال، از طریق جاده مشهد - تربت حیدریه - گناباد
- از سمت غرب، از طریق جاده سبزوار- بجستان - گناباد
- از سمت جنوب شرق، از طریق جاده بیرجند - قاین - گناباد
- از سمت جنوب غرب، از طریق جاده طبس - فردوس - گناباد

##### پایانه مسافربری
پایانه مسافربری شهر گناباد در میدان امام رضا این شهر (ورودی گناباد از سمت مشهد) قرار گرفته و همه روزه به مقاصد مشهد، تهران حرکت اتوبوس موجود است.

#### ریلی
نزدیک‌ترین ایستگاه راه‌آهن در نزدیکی شهر بجستان و در فاصله ۵۰ کیلومتری گناباد قرار دارد. البته مسیر راه‌آهن مشهد - زاهدان در آینده از گناباد خواهد گذشت.

#### هوایی
فرودگاه شهدای گناباد با وسعت ۳۸۰ هکتار با دو هزار و ۷۰۰ متر باند دارای عرض ۶۰ متر است و تا فرودگاه مشهد ۲۷۰ کیلومتر، تا فرودگاه سبزوار ۳۰۰ کیلومتر و تا فرودگاه بیرجند ۲۱۸ کیلومتر فاصله دارد و پس از راه‌اندازی، سومین فرودگاه خراسان رضوی بعد از مشهد و سبزوار بوده است. فرودگاه شهدای گمنام صبح پنج‌شنبه چهارم خرداد ۱۴۰۲ با به زمین نشستن هواپیمای حامل رئیس مجلس شورای اسلامی و وزیر راه و شهرسازی افتتاح شد.

### مکان‌های اقامتی
در شهر گناباد، هتل پاسارگاد برای اقامت مسافران وجود دارد. هم چنین در شهر بیدخت در فاصله ۵ کیلومتری گناباد نیز مهمان سرای جهانگردی و هتل کوثر بیدخت پذیرای مسافران می‌باشند.
در سال‌های اخیر، اقامتگاه‌های بوم‌گردی متعددی در شهر گناباد و روستاهای ریاب، قوژد و… دایر شده است.
همچنین پارک‌های بسیج، شهر، دانشگاه و ملت از جمله پارک‌های نسبتاً مناسب برای شب‌مانی مسافران است.

## سیاست شهری

### شورای شهر گناباد
شورای شهر گناباد به منظور پیشبرد سریع برنامه‌ها از طریق همکاری مردم و نظارت بر امور شهر تشکیل شده است. شورای شهر گناباد متشکل از ۵ عضو است که برای یک دورهٔ چهار ساله از طریق انتخابات برگزیده می‌شوند. هم‌چنین نظارت بر عملکرد شهرداری و انتخاب شهردار، تصویب بودجهٔ سالانهٔ شهرداری از دیگر وظایف شورای شهر است.

### دورهٔ چهارم: ۱۳۹۲–۱۳۹۶
- هادی محمدی پور با ۸ هزار و ۶۵۴ رای
- حسین پورهاشمی با ۸ هزار و ۳۰۱ رای
- محمد صابری با ۵ هزار و ۵۴۸ رای
- علیرضا طیبی با ۴ هزار و ۳۴۲ رای
- ابوالقاسم شفیعی با ۵ هزار و ۴۴ رای
- ابوالقاسم کرامتی با ۴ هزار و ۸۲۰
- هادی رفیع با ۴ هزار و ۴۷۳ رای[۱۴]

### دورهٔ پنجم: ۱۳۹۶–۱۴۰۰
- سید حسین پورهاشمی شهری
- سید علی اکبر آقایی شهری
- هادی رفیع
- شیما یوسف پور
- علیرضا موحد[۱۵]

### دورهٔ ششم: ۱۴۰۰–۱۴۰۴
- مهدی صفاری شهری
- مهران حسین‌زاده گنابادی
- سعید فولادی
- علی‌رضا طییی نوقابی
- علی‌رضا موحد[۱۶]

## آموزش و فرهنگ

### آموزش عالی
شهر گناباد را می‌توان دانشجویی‌ترین شهر استان خراسان رضوی دانست. بنا بر آمار غیررسمی نزدیک به ۳۰٪ از جمعیت این شهر (معادل حدود ۱۲٬۰۰۰ نفر) را دانشجویان بومی و غیر بومی تشکیل می‌دهند.
مهم‌ترین مراکز آموزش عالی شهر گناباد:
| - دانشگاه علوم پزشکی گناباد دانشگاه فرهنگیان - دانشگاه آزاد اسلامی واحد گناباد - مجتمع آموزش عالی گناباد - دانشگاه پیام نور گناباد - حوزه علمیه امام رضا گناباد - مدرسه علمیه خواهران نورالهدی گناباد | - دانشکده سما گناباد - مؤسسه آموزش عالی پارس رضوی گناباد - آموزشکده فنی دختران و پسران |

#### کتابخانه‌های عمومی
| - کتابخانه شهید مطهری - کتابخانه حاج عبداللهی نوقاب - کتابخانه امام جعفر صادق - کتابخانه شهید ابدی شهری - کتابخانه امام رضا (ع) |

#### مراکز فرهنگی و هنری
| - مجتمع فرهنگی هنری گناباد - انجمن سینمای جوان گناباد - سینما شهر گناباد (دومین سینمای مدرن خراسان رضوی) - سینما پنج بُعدی پارک دانشگاه - بنیاد فرهنگی علامه بهلول گنابادی - انجمن ادبی پروین گنابادی - خوانه داستان حسین آتش پرور | - کانون فرهنگی هنری کودکان و نوجوانان - کانون‌های مساجد - کانون خبرنگاران و روزنامه نگاران گناباد - سالن ارشاد - خانه خیرین گناباد - کانون هنر گناباد |

## اقتصاد شهری

### صنایع
از مهم‌ترین صنایع فعال شهرستان گناباد که سهم به سزایی در رشد صنعت و اشتغال جوانان این شهرستان ایفا نموده‌اند می‌توان به شرکت فراورده‌های دیرگداز ایران(۱۳۶۴)، شرکت صنایع چینی تقدیس(۱۳۸۴) و شرکت تولیدی الیاف سیمرغ(۱۳۸۷) اشاره نمود. علاوه بر این‌ها وجود پتانسیل‌های بیشمار معدنی به گسترش کارخانجات متعدد سنگ و مصالح ساختمانی در شهرک صنعتی انجامیده و نیز به دلیل تعداد فراوان دامداری‌ها و مرغداری‌ها شاهد کارخانه‌های خوراک دام و طیور و نیز صنایع لبنی و غذایی در گناباد می‌باشیم.

### خدمات
با توجه به دانشگاهی بودن شهر گناباد، خدمات متعددی مرتبط با این حوزه نیز در گناباد به وجود آمده است. هم چنین در زمینه حمل و نقل جاده‌ای، این شهر سهم به سزایی در شرق کشور دارد. 

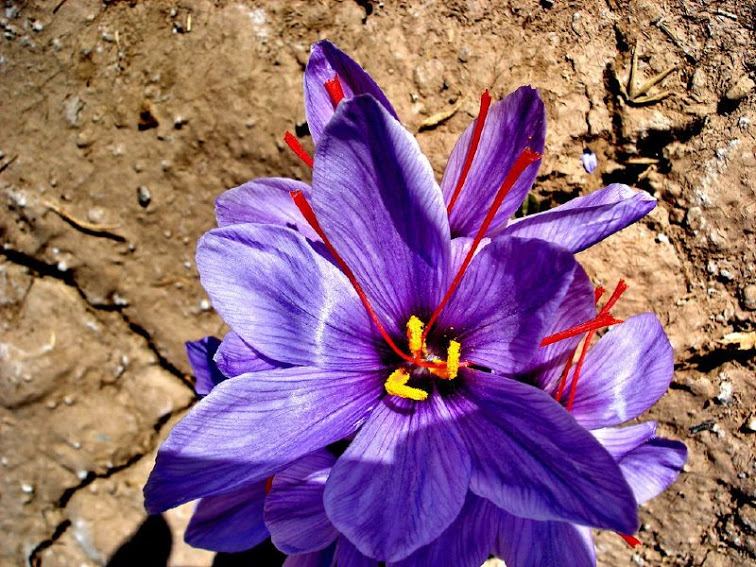
گل زعفران در گناباد

 با توجه به کشت گسترده زعفران در گناباد، فعالان مربوط به این محصول کشاورزی نیز حضور پر رنگی در گناباد دارند.

### کشاورزی
قسمت زیادی از مردم گناباد به خصوص در بافت‌ها و محلات قدیمی شهر، به کار کشاورزی مشغول هستند و وجود قنات‌های متعدد علی‌رغم خشک سالی‌های پی در پی باعث حیات نسبی کشاورزی در این شهر کویری شده است. طبق اعلام کارشناسان کشاورزی سماق تولیدی این شهر از بهترین گونه‌های موجود در دنیاست و قابلیت صادراتی دارد.
با توجه به اقلیم منطقه، محصولات کشاورزی که در این شهر به عمل می‌آید عبارتند از:
زعفران، انگور (و در کنار آن کشمش)، انار، زیره سبز، گندم، جو، زرشک، انجیر، عناب، پسته، پنبه

#### گیاهانی دارویی موجود در گناباد
گل گاوزبان، هلیله، سه‌چو، گل بنفشه، خاکشیر، عنبر گل، سربرنجاس، خارشتر، گل کلون، ابو جهل، چوزردک، خرناکو، باقلا میشی، سه‌پستون، بابونه، کنگر، خار زرد، آویشن، گل خالکی، مشکورک، بنگو، پونه.

### هنرها و صنایع دستی
گوشه ای از تاریخ هر سرزمین بیان‌کننده هنر و استعداد مردم آن می‌باشد. مردمی که گویا واسطه ای برای انتقال تجربیات هنر گذشتگان خویش بوده‌اند. در کنار دیگر مردم شهرهای کشور ایران، مردم شهرستان گناباد از دیرباز به حرفه‌ها و مشاغل مختلفی مشغول بوده‌اند که برخی از این هنرها و مشاغل سنتی کماکان از رواج نسبی برخوردار و اکثر آن‌ها به دست فراموشی سپرده است. در هر نقطه از روستای این شهرستان هنرهای مختلفی از جمله سبدبافی، سفالگری، قالی باقی، نمدبافی و صنایع دستی گوناگون به چشم می‌خورد.

## بهداشت و درمان
شهر گناباد با توجه به وجود دانشگاه علوم پزشکی، از امکانات بسیار مناسبی در این زمینه برخوردار است و برخی شهرهای اطراف خود را نیز پوشش می‌دهد. این دانشگاه، دانشکده پزشکی نیز دارد.
در این شهر دستگاه‌های MRI و سی تی اسکن اسپیرال موجود است و به واسطه تدریس یا عضویت هیئت علمی دانشگاه، متخصصین فراوانی در تخصص‌های مختلف پزشکی مشغول به فعالیت هستند.

### بیمارستان‌ها

#### بیمارستان علامه بهلول
بیمارستان ۳۲۰ تختخوابی علامه بهلول با ۲۵ هزار متر مربع و در شش طبقه ساخته شده و در بهار ۱۳۹۶ با حضور وزیر بهداشت به بهره‌برداری رسید و شامل بخش‌های داخلی، اطفال، زنان، گوش و حلق و بینی، چشم، جراحی، ارتوپدی، اورولوژی، زایشگاه، دیالیز، اتاق عمل، CCU ,ICU، رادیولوژی و درمانگاه تخصصی است. این بیمارستان به دلیل قرار گرفتن در منطقه جنوب خراسان و شرق کشور مورد توجه ویژه بوده و روند توسعه آن به سرعت در حال انجام است
بیمارستان ۱۵ خرداد نیز در شهر بیدخت و در پنج کیلومتری مرکز شهر گناباد قرار دارد.

### کلینیک‌ها و درمانگاه‌ها
کلینیک‌های تخصصی دانشگاه علوم پزشکی و جهاد دانشگاهی، درمانگاه تأمین اجتماعی و چند درمانگاه خصوصی در شهر گناباد فعال هستند. کلینیک فوق تخصصی بیمارستان بهلول گنابادی در شهریور ماه نود و هفت همزمان با حضور وزیر بهداشت افتتاح گردیده است.

## ورزش
در شهر گناباد، هیئت‌های ورزشی مختلف و گروه‌های ورزشی (نظیر کوهنوردی) فعال هستند. در سال‌های اخیر هیئت ورزش‌های همگانی و هیئت دوچرخه سواری توانسته‌اند تا حد زیادی در بهبود فرهنگ شهروندی در زمینه ورزش موفق باشند. همچنین هنرستان تربیت بدنی امیرالمؤمنین در گناباد فعال است. ورزش‌های رزمی در این شهر حائز جایگاه‌های کشوری هستند و توجه ویژه به ورزش بانوان شده است.

### اماکن ورزشی
در شهر گناباد، مهم‌ترین فضاهای ورزشی عبارتند از:
| - مجموعه ورزشی انقلاب - سالن ورزشی تختی - زمین چمن آزادی - استخر سرپوشیده آزادی - محوطه ورزشی ملت - سالن ورزشی دانشگاه آزاد اسلامی گناباد - سالن ورزشی دانشگاه علوم پزشکی گناباد | - سالن ورزشی دانشگاه پیام نور (در شرف تأسیس) - سالن ورزشی نوقاب - استادیوم خاکی اتحاد نوقاب - گود باستانی مرتضی علی - گود باستانی شهید زارع - سالن ورزشی بانک ملت - سالن ورزشی اداره بهزیستی گناباد - سالن ورزشی آموزش و پرورش گناباد |

## رسانه‌ها
گناباد به لحاظ تعدد رسانه‌ها، شهری پیشتاز است. ماهنامه گناباد۲۰، ماهنامه مژده گناباد، گناپا، باران کویر و طُرقه از نشریات مکتوب آن است. پایگاه‌های خبری مجازی متعددی نیز در این شهر فعال است.